# Dean Brown
Dean Brown (Châteauroux, 19 de agosto de 1955-Los Ángeles, 26 de enero de 2024) fue un guitarrista estadounidense de jazz y jazz fusion.

## Biografía
Nacido en Francia, hijo de un militar y una cantante de jazz estadounidenses, el interés musical de Brown se despierta a muy temprana edad y con 15 años comienza a trabajar profesionalmente dirigiendo una banda en la que ejercía de guitarrista y cantante. Tras asistir a la universidad, se matricula en la prestigiosa Berklee School of Music, graduándose en 1977. En Boston conoce al trompetista Tiger Okoshis, sustituyendo a Mike Stern, lo que supone el trampolín definitivo para Brown. Desde entonces ha disfrutado de una carrera imparable tocando, grabando y ejerciendo labores de producción para las más importantes figuras del jazz o del pop, pues el guitarrista también ha trabajado para Mary J. Blige, Christina Aguilera o Joss Stone.
Brown ha registrado tres álbumes bajo su nombre, titulados “Here”(2001), “Groove Warrior”(2004) y “DBIII” (2009), además de editar un video didáctico para guitarristas titulado “Modern Techniques for the Electric Guitarist”, en 2008. Desde 2009 es profesor en el Musicians Institute de Hollywood, impartiendo las asignaturas de "Guitarra avanzada" y "Combo avanzado".

## Colaboraciones
Dean Brown ha participado en la grabación de más de 100 álbumes, junto a artistas como Marcus Miller, The Brecker Brothers, David Sanborn, Bob James, Joe Zawinul, Billy Cobham, George Duke, Roberta Flack, Mauri Sanchis, Lenny White, Vital Information o Gil Evans.

## Estilo y valoración
Durante los últimos 30 años Dean Brown ha sido un elemento integral de la escena del jazz contemporáneo y el jazz fusion. Su música, de singular garra y energía, combina elementos del rock, del blues, del jazz y del funk. El mismo Brown admite que sus primeras influencias fueron artistas como The Beatles, Jimi Hendrix, Cream, James Brown, B.B. King, King Crimson o Sly Stone, y que de la mano de su madre fue descubriendo la música de gigantes del jazz como John Coltrane o Wes Montgomery, cuya influencia intenta reflejar a través de una música marcada esencialmente por el groove.

## Equipo
Dean Brown usa guitarras Parker y Fender, amplificadores Fender y efectos EBS, Peavey, Ibanez y Boss, entre otros.

## Discografía

### En solitario
- 2009 - "DBIII"
- 2004 - "Groove Warrior"
- 2001 - "Here"

### Comosideman
- 2009 - Michael Schmidt - "Destination"
- 2009 - Cheikh Ndoye - "A Child's Tale"
- 2009 - Mauri Sanchis - "Groove Words"
- 2008 - Billy Cobham - "Fruit From The Loom"
- 2008 - Razl - "Rotonova"
- 2007 - Billy Cobham/Louie Bellson - "Cobham Meets Bellson"-DVD
- 2007 - Keith Anderson & Full of Soul - "Let's Roll"
- 2007 - AA.VV. - "Funky Planet Earth"
- 2007 - Steve Adelson - "Adventures In Stickology"
- 2006 - Poogie Bell - "Get On The Kit"
- 2006 - Dennis Chambers - "Planet Earth"
- 2006 - Marcus Miller - "Master Of All Trades"-DVD
- 2006 - Mauri Sanchez - "Good Vibes"
- 2006 - Alex Fox - "Influences"
- 2006 - AA.VV. - "Funk Academy"
- 2006 - Jason Miles - "What's Going On-The Music Of Marvin Gaye"
- 2006 - Bradley Leighton with Jason Miles - "Bradley Leighton with Jason Miles"
- 2005 - Marcus Miller - "Silver Rain"
- 2005 - AA.VV. - "As One-Tsunami Relief"
- 2005 - Jason Miles - "Miles to Miles-In The Spirit of Miles Davis"
- 2004 - AA.VV. - "Undercover [Hip Bop]"
- 2004 - Maximum Grooves - "Coast to Coast"
- 2003 - Cassandra Reed - "Cassandra Reed"
- 2003 - Eric Marienthal - "Sweet Talk"
- 2003 - Freddie Cole - "In The Name Of Love"
- 2003 - Marcus Miller - "Ozell Tapes"
- 2003 - Roberta Flack - "Holiday"
- 2003 - Louie Bellson - "Louie Bellson and His Big Band"	 DVD
- 2003 - Bernard Maseli - "The Globetrotters: Fairytales of the Trees"
- 2003 - AA.VV. - "Living Theater, Vol. 3"
- 2002 - Gato Barbieri - "Shadow Of The Cat"
- 2002 - Dennis Chambers - "Outbreak"
- 2002 - Joe Zawinul - "Faces and Places"
- 2002 - Gil Evans - "Gil Evans and His Orchestra"- DVD
- 2002 - Walkaway - "Double Walk"
- 2002 - Les McCann - "Pump It Up"
- 2002 - Kirk Whalum - "Best of Kirk Whalum"
- 2001 - Victor Bailey - "That's Right"
- 2001 - Jason Miles/AA.VV. - "To Grover With Love"
- 2001 - Bob James - "Restoration: The Best of Bob James"
- 2001 - AA.VV. - "Telarc Sampler"
- 2001 - John Favicchia - "Dharma"
- 2001 - Randy Brecker - "Hangin' In The City"
- 2001 - David Mann - "Touch"
- 2001 - David Sanborn - "David Sanborn and Friends"	 - DVD
- 2001 - Bill Evans - "Soul Insider"
- 2000 - Bikithi Kumalo - "In Front Of My Eyes"
- 2000 - Jason Miles/Various Artist - "Celebrating The Music Of Weather Report"
- 2000 - Joe Piket - "Nine Times Framed"
- 2000 - Jason Miles/AA.VV. - "A Love Affair - The Music of Ivan Lins"
- 1999 - Ricky Peterson - "Souvenir"
- 1999 - Bill Evans - "Touch"
- 1999 - Nelson Rangell - "Always"
- 1999 - David Sanborn - "Inside"
- 1999 - Billy Cobham - "By Design"
- 1999 - Master Vel - "The Price Of Freedom"
- 1999 - Marcus Miller - "Live And More"
- 1999 - Brecker Brothers - "Priceless Jazz"
- 1998 - Walkaway - "Night Life"
- 1998 - AA.VV. - "Hot Jazz Biscuits"
- 1997 - Roberta Flack - "The Christmas Album"
- 1997 - Weldon Irvine - "Spoken Melodies"
- 1997 - AA.VV. - "NBA at 50: A Musical Celebration"
- 1997 - Till Bronner - "Midnight"
- 1997 - Eddie Harris - "The Last Concert"
- 1997 - John Favicchia - "World Time"
- 1997 - AA.VV. - "Hot Jazz Biscuits
- 1996 - David Sanborn - "Songs From The Night Before"
- 1996 - Lenny White - "Renderers of Spirit"
- 1996 - Tom Coster - "From the Street"
- 1996 - Bernard Purdie - "Soul to Jazz"
- 1996 - AA.VV. - "JVC XRCD Sampler"
- 1996 - Jason Miles - "Mr. X"
- 1995 - AA.VV. - "People"
- 1995 - Lenny White - "Present Tense"
- 1995 - AA.VV. - "Blue Suede Sneakers"
- 1994 - The Brecker Brothers - "Out Of The Loop"
- 1994 - David Sanborn - "Hearsay"
- 1994 - Bob James - "Restless"
- 1994 - Marcus Miller - "Tales"
- 1994 - Jason Miles - "World Tour"
- 1993 - Marcus Miller - "The Sun Don't Lie"
- 1993 - Kirk Whalum - "Cache"
- 1993 - Gary Rosen - "Tot Rock"
- 1993 - Color Me Badd - "Time And Chance"
- 1993 - The Mann Brothers - "Mann to Mann"
- 1992 - The Brecker Brothers - "Return of the Brecker Brothers"
- 1992 - Takeshi T.K. Ito - "Visions"
- 1992 - Steps Ahead - "Yin-Yang"
- 1991 - AA.VV.- "Beyond the Groove: Contemporary Jazz on The Move"
- 1990 - Bob James - "Grand Piano Canyon"
- 1990 - AA.VV. - "GRP Digital Sampler, Vol. 2"
- 1989 - Kirk Whalum - "The Promise"
- 1988 - Kirk Whalum - "And You Know That"
- 1988 - Rob Prester - "Trillium"
- 1988 - Roland Vasquez - "The Tides Of Time"
- 1988 - Al Corley - "The Big Picture"
- 1988 - Bob James - "Ivory Coast"
- 1987 - Steve Smith - "Global Beat"
- 1987 - Lee Venters - "388 Marlborough Street"
- 1987 - Steve Smith - "Part I and II"	 DVD/Video
- 1986 - Billy Cobham - "Power Play"
- 1985 - Billy Cobham - "Warning"
- 1984 - Steve Smith - "Orion"
- 1983 - Steve Smith - "Vital Information"
- 1982 - Billy Cobham - "Smokin - Live at Montreux"
- 1982 - Tiger Okoshi - "Mudd Cake"
- 1982 - Billy Cobham - "Observations"